# Kestrel

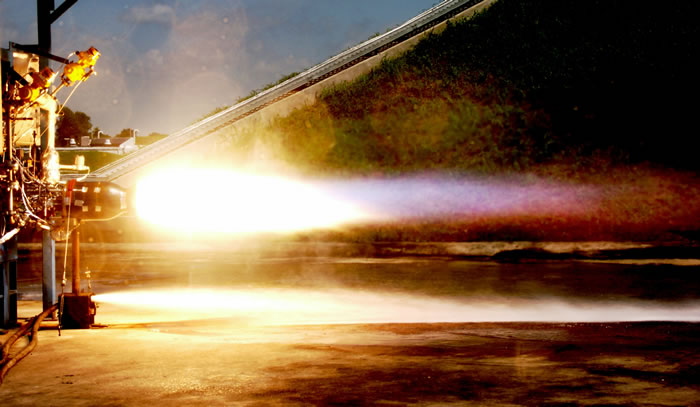
Zkušební zážeh motoru Kestrel

Raketový motor Kestrel je poháněn směsí tekutého kyslíku a RP-1 a byl vyvinut společností SpaceX v roce 2000 pro horní stupeň rakety Falcon 1.
Kestrel je postaven na stejné architektuře vstřikovače, jako Merlin, ale nemá turbočerpadla, palivo je vháněno pouze tlakem z nádrží
Komora a hrdlo motoru je chlazeno odpařováním a tryska byla chlazena sáláním tepla. Tryska byla vyrobena z vysokopevnostní slitiny niobu. Niob je vysoce odolný vůči praskání ve srovnání s uhlík-uhlíkovým laminátem. Podle SpaceX, náraz trosek během separace stupňů může vytvořit důlek v kovu, ale to nemá žádný významný dopad na výkon motoru. Efektivita tlakování heliem je podstatně vyšší, než přes titanový výměník tepla na hranici niobu a ablativního materiálu.
Řízení vektoru tahu je provedeno elektro-mechanickým pohonem a řízení polohy je provedeno tryskami se stlačeným heliem.
TEA-TEB pyroforický zapalovací systém zajišťuje restartovatelnost druhého stupně. Toho by bylo využito při vynášení více položek nákladu na dráhy s odlišnými parametry.

## Kestrel 2
Byla plánována vylepšená verze motoru s označením Kestrel 2.
Motor byl navrhnut, aby byl stejně jako původní Kestrel tlakován z nádrží, ale měl létat na novém druhém stupni, který měl využívat slitiny 2195 hliníku a lithia, nikoliv hliníku 2014 použitého na druhém stupni Falconu 1. Změny motoru měly zahrnovat těsnější tolerance ke zlepšení soudržnosti, vyššího specifického impulsu a nižší hmotnosti. Vývoj motoru byl zastaven, protože se SpaceX zaměřila na větší raketu Falcon 9 v1.0, která na druhém stupni využívala motor Merlin 1C.